# العلاقات الكورية الشمالية الكوستاريكية
العلاقات الكورية الشمالية الكوستاريكية هي العلاقات الثنائية التي تجمع بين كوريا الشمالية وكوستاريكا.

## مقارنة بين البلدين
هذه مقارنة عامة ومرجعية للدولتين:
| وجه المقارنة                                              | كوريا الشمالية                        | كوستاريكا                                 |
| --------------------------------------------------------- | ------------------------------------- | ----------------------------------------- |
| المساحة (كم2)                                             | 120.54 ألف                            | 51.10 ألف                                 |
| عدد السكان (نسمة)                                         | 25.49 مليون                           | 4.91 مليون                                |
| الكثافة السكانية (ن./كم²)                                 | 211.47                                | 96.09                                     |
| العاصمة                                                   | بيونغيانغ                             | سان خوسيه                                 |
| اللغة الرسمية                                             | لغة كوريا الشمالية القياسية ‏          | اللغة الإسبانية                           |
| العملة                                                    | وون كوري شمالي                        | كولون كوستاريكي                           |
| الناتج المحلي الإجمالي (بليون دولار)                      |                                       | 57.06 مليار                               |
| الناتج المحلي الإجمالي (تعادل القوة الشرائية) بليون دولار |                                       | 74.98 مليار                               |
| الناتج المحلي الإجمالي الاسمي للفرد دولار أمريكي          |                                       | 11.26 ألف                                 |
| الناتج المحلي الإجمالي للفرد دولار أمريكي                 |                                       | 14.92 ألف                                 |
| مؤشر التنمية البشرية                                      |                                       | 0.766                                     |
| رمز المكالمات الدولي                                      | +850                                  | +506                                      |
| رمز الإنترنت                                              | .kp                                   | .cr، قائمة نطاقات المستوى الأعلى للإنترنت |
| المنطقة الزمنية                                           | ت ع م+08:30، ت ع م+08:30، ت ع م+09:00 | 00                                        |

## منظمات دولية مشتركة
يشترك البلدان في عضوية مجموعة من المنظمات الدولية، منها:
| علم المنظمة | اسم المنظمة              | تاريخ انضمام كوريا الشمالية | تاريخ انضمام كوستاريكا |
| ----------- | ------------------------ | --------------------------- | ---------------------- |
|             | الأمم المتحدة            | 17 سبتمبر 1991              | 2 نوفمبر 1945          |
|             | الاتحاد الدولي للاتصالات | ?                           | 13 سبتمبر 1932         |
|             | الاتحاد البريدي العالمي  | ?                           | ?                      |
|             | يونسكو                   | 18 أكتوبر 1974              | 19 مايو 1950           |

## وصلات خارجية
- موقع وزارة الخارجية الكورية الشمالية
- موقع وزارة الخارجية الكوستاريكية